# 南方草木状
《南方草木狀》是一部记述岭南植物的书籍，是年代最早的岭南植物志。此书旧题为西晋嵇含所著，现有争论。

## 作者与争论
嵇含字君道，是“竹林七贤”之一的嵇康之孙。嵇含好学能文，其所作之赋中可见他对草木炼丹有所涉猎。嵇含曾在襄阳为官，后来被任命为广州刺史，但尚未到任就被害。《隋书》、《新唐书》中都著录有《嵇含集》十卷，但未列出《南方草木状》书名。《艺文类聚》中首次提到了《南方草木狀》书名，但未写明作者，直到南宋的尤袤，才在《遂初堂书目》称《南方草木状》为嵇含所作。
此书最早的刊本为南宋《百川学海》本。纪昀在《四库全书提要》中认为此书应为唐朝之前的著作，应为嵇含所作。而到了清末的文廷式开始，研究者发现比尤袤早的郑樵等人在引用《南方草木状》时提到的文字在《百川学海》版本中不存在；而今本《南方草木状》中的一些记载与葛洪、段公路等人的记载相悖，于是怀疑现在流行的版本为南宋人拼凑伪托而成。

## 内容介绍
《南方草木狀》全书三卷，上卷收载甘蕉、蒲葵和空心菜等草类29种、中卷收载沉香、水松、刺桐等木类28种、下卷收载槟榔、椰子等果类17种和竹类6种，共植物80种。大多是生于当时的番禺、南海、合浦、林邑、以及南越交趾地区的热带或亚热带植物。对每种植物的记述详略不一，各有侧重，一般是介绍其形态、生态、功用、产地和有关的历史掌故。
《南方草木狀》是最早的岭南植物志。书中关于植物产地和引种历史的记载，书中所见在浮苇筏上种蕹菜的方法，是世界上有关水面栽培（无土栽培）蔬菜的最早记载。利用黄猄蚁防治柑桔害虫，则是世界上对于生物防治的最早记录，在闽粤一带果农中沿用至今。此外，尚有一些内容，不见于其他早期文献，应属本书的原始记载，也值得研究。
商务印书馆根据《百川学海》版排印，收入《丛书集成》内，于1939年12月出版。1955年商务印书馆排印本附上了上海历史文献图书馆珍藏的《南方草木状图》60幅。1991年中科院昆明植物所编著《南方草木状考补》。1992年中国农业出版社出版张宗子的《嵇含文辑注》。